# Dunapataj
Dunapataj é uma vila da Hungria, situada no condado de Bács-Kiskun. Tem 90,47 km² de área e sua população em 2019 foi estimada em 3.012 habitantes.